# 70. ročník udílení cen Emmy
70. ročník udílení cen Emmy oceňující nejlepší televizní počiny v období od 1. června 2017 do 31. května 2018 se konal dne 17. září 2018 v Microsoft Theater v Los Angeles. Přímý přenos vysílala televizní stanice NBC a moderoval jej Michael Che a Colin Jost. Nominace oznámily Ryan Eggold a Samira Wiley 12. července 2018.

## Vítězové a nominovaní
Tučně jsou označeni vítězové.

### Pořady
| Nejlepší komediální seriál | Nejlepší dramatický seriál |
| --- | --- |
| The Marvelous Mrs. Maisel (Amazon) - Atlanta (FX) - Barry (HBO) - Black-ish (ABC) - Larry, kroť se (HBO) - GLOW: Nádherné ženy wrestlingu (Netflix) - Silicon Valley (HBO) - Nezdolná Kimmy Schmidt (Netflix)                                         | Hra o trůny (HBO) - Příběh služebnice (Hulu) - Stranger Things (Netflix) - Takoví normální Američané (FX) - Koruna (Netflix) - Tohle jsme my (NBC) - Westworld (HBO)                            |
| Nejlepší talk show | Nejlepší zábavný pořad |
| Last Week Tonight with John Oliver (HBO) - Full Frontal with Samantha Bee (TBS) - Jimmy Kimmel Live! (ABC) - The Daily Show with Trevor Noah (Comedy Central) - The Late Late Show with James Corden (CBS) - The Late Show with Stephen Colbert (CBS) | Saturday Night Live (NBC) - At Home with Amy Sedaris (truTV) - Drunk History (Comedy Central) - I Love You, America with Sarah Silverman (Hulu) - Portlandia (IFC) - Tracey Ullman's Show (HBO) |
| Nejlepší minisérie | Nejlepší soutěžní pořad |
| The Assassination of Gianni Versace: American Crime Story (FX) - Psychiatr (TNT) - Génius - Picasso (Nat Geo) - Godless (Netflix) - Patrick Melrose (Showtime)                                                                                        | RuPaul's Drag Race (VH1) - Amazing Race: O milion kolem světa (CBS) - Ninja faktor po americku (NBC) - Heidi klum: svět modelingu (Lifetime) - Top Chef (Bravo) - The Voice (NBC)               |

### Herectví

#### Hlavní role
| Nejlepší herec v komediálním seriálu | Nejlepší herečka v komediálním seriálu |
| --- | --- |
| Bill Hader jako Barry Berkman/Barry Block v seriálu Barry (HBO) - Anthony Anderson jako Andre „Dre” Johnson starší v seriálu Black-ish (ABC) - Donald Glover jako Earnes Marks v seriálu Atlanta (FX) - Larry David jako Larry David v seriálu Larry, kroť se (HBO) - Ted Danson jako Michael v seriálu Dobré místo (NBC) - William H. Macy jako Frank Gallagher v seriálu Shameless (Showtime) | Rachel Brosnahanová jako Miriam Maisel v seriálu The Marvelous Mrs. Maisel (Amazon) - Allison Janney jako Bonnie Plun kett v seriálu Máma (CBS) - Issa Rae jako Issa Dee v seriálu Nesvá (HBO) - Lily Tomlin jako Frankie Bergstein v seriálu Grace a Frankie (Netflix) - Pamela Adlon jako Sam Fox v seriálu Bude líp (FX) - Tracie Ellis Ross jako doktorka Rainbow "Bow" Johnson v seriálu Black-ish (ABC)                                 |
| Nejlepší herec v dramatickém seriálu | Nejlepší herečka v dramatickém seriálu |
| Matthew Rhys jako Philip Jennings v Takoví normální Američané (FX) - Ed Harris jako Muž v černém v seriálu Westworld (HBO) - Jason Bateman jako Marty Byrde v seriálu Ozark (Netflix) - Jeffrey Wright jako Bernard Lowe v seriálu Westworld (HBO) - Milo Ventimiglia jako Jack Pearson v seriálu Tohle jsme my (NBC) - Sterling K. Brown jako Randall Pearson v seriálu Tohle jsme my (NBC) | Claire Foy jako královna Alžběta v seriálu Koruna (Netflix) - Elisabeth Mossová jako June Osborne v seriálu Příběh služebnice (Hulu) - Evan Rachel Woodová jako Dolores Abernathy v seriálu Westworld (HBO) - Keri Russell jako Elizabeth Jennings v Takoví normální Američané (FX) - Sandra Oh jako Eva Polastri v seriálu Na mušce (BBC America) - Tatiana Maslany v různých postavách v seriálu Orphan Black (BBC America)                 |
| Nejlepší herec v minisérii nebo televizním filmu | Nejlepší herečka v minisérii nebo televizním filmu |
| Darren Criss jako Andrew Cunanan v seriálu The Assassination of Gianni Versace: American Crime Story (FX) - Antonio Banderas jako Pablo Picasso v seriálu Génius - Picasso (Nat Geo) - Benedict Cumberbatch jako Patrick Melrose v seriálu Patrick Melrose (Showtime) - Jeff Daniels jako John O. Neillon v seriálu The Looming Tower (Hulu) - Jesse Plemons jako kapitán Robert Daly v seriálu Černé zrcadlo - USS Callister (Netflix) - John Legend jako Ježíš Kristus ve filmu Jesus Christ Superstar Live in Concert (NBC) | Regina Kingová jako Latrice Butler v seriálu Sedm sekund (Netflix) - Jessica Biel jako Cora Tannetti v seriálu Hříšnice (USA) - Laura Dern jako Jennifer Fox ve filmu Příběh (HBO) - Michelle Dockeryová jako Alice Fletcher v seriálu Godless (Netflix) - Edie Falco jako Leslie Abramson v seriálu Law & Order True Crime: The Menendez Murders (NBC) - Sarah Paulson jako Ally Mayfair-Richards v seriálu American Horror Story: Cult (FX) |

#### Vedlejší role
| Nejlepší herec ve vedlejší roli v komediálním seriálu | Nejlepší herec ve vedlejší roli v komediálním seriálu |
| --- | --- |
| Henry Winkler jako Gene Cousineau v seriálu Barry (HBO) - Alec Baldwin jako Donald Trump v pořadu Saturday Night Live (NBC) - Brian Tyree Henry jako Alfred Miles v seriálu Atlanta (FX) - Kenan Thompson v několika rolích v pořadu Saturday Night Live (NBC) - Louie Anderson jako Christine Baskets v Baskets (FX) - Tituss Burgess jako Titus Andromedon v seriálu Nezdolná Kimmy Schmidt (Netflix) - Tony Shalhoub jako Abraham Weissman v seriálu The Marvelous Mrs. Maisel (Amazon) | Alex Borsteinová jako Susie Myerson v seriálu The Marvelous Mrs. Maisel (Amazon) - Aidy Bryant v několika rolích v pořadu Saturday Night Live(NBC) - Betty Gilpin jako Debbie Eagan v seriálu GLOW: Nádherné ženy wrestlingu (Netflix) - Kate McKinnonová v několika rolích v pořadu Saturday Night Live(NBC) - Laurie Metcalf jako Jackie Harris v seriálu Roseanne (ABC) - Leslie Jones v několika rolích v pořadu Saturday Night Live (NBC) - Megan Mullally jako Karen Walker v seriálu Will a Grace (NBC) - Zazie Beetz jako Vanessa Keefer v seriálu Atlanta (FX) |
| Nejlepší herec ve vedlejší roli v dramatickém seriálu | Nejlepší herečka ve vedlejší roli v dramatickém seriálu |
| Peter Dinklage jako Tyrion Lannister v seriálu Hra o trůny (HBO) - David Harbour jako Jim Hopper v seriálu Stranger Things (Netflix) - Joseph Fiennes jako velitel Fred Waterford v seriálu Příběh služebnice (Hulu) - Mandy Patinkin jako Saul Berenson v seriálu Ve jménu vlasti (Showtime) - Matt Smith jako Princ Philip, vévoda z Edinburghu v seriálu Koruna (Netflix) - Nikolaj Coster-Waldau jako Jaime Lannister v seriálu Hra o trůny (HBO) | Thandie Newton jako Maeve Millay v seriálu Westworld (HBO) - Alexis Bledel jako Emily / Ofsteven v seriálu Příběh služebnice (Hulu) - Ann Dowd jako teta Lydia v seriálu Příběh služebnice (Hulu) - Lena Headeyová jako Cersei Lannister v seriálu Hra o trůny (HBO) - Millie Bobby Brownová jako Jedenáctka v seriálu Stranger Things (Netflix) - Yvonne Strahovski jako Serena Joy Waterford v seriálu Příběh služebnice (Hulu) - Vanessa Kirby jako Margaret, hraběnka Snowdon v seriálu Koruna (Netflix)                                                            |
| Nejlepší herec ve vedlejší roli v minisérii nebo televizním filmu | Nejlepší herečka ve vedlejší roli v minisérii nebo televizním filmu |
| Jeff Daniels jako Frank Griffin v seriálu Godless (Netflix) - Brandon Victor Dixon jako Jidáš Iškariotský ve filmu Jesus Christ Superstar Live in Concert (NBC) - Édgar Ramírez jako Gianni Versace v seriálu The Assassination of Gianni Versace: American Crime Story (FX) - Finn Wittrock jako Jeffrey Trail v seriálu The Assassination of Gianni Versace: American Crime Story (FX) - John Leguizamo jako Jacob Vazquez v seriálu Waco (Paramount Network) - Michael Stuhlbarg jako Richard Clarke v seriálu The Looming Tower (Hulu) - Ricky Martin jako Antonio D'Amico v seriálu The Assassination of Gianni Versace: American Crime Story (FX) | Merritt Wever jako Mary Agnes McNue v seriálu Godless (Netflix) - Sara Bareilles jako Marie Magdalena ve filmu Jesus Christ Superstar Live in Concert (NBC) - Penélope Cruz jako Donatella Versace v seriálu The Assassination of Gianni Versace: American Crime Story (FX) - Judith Light jako Marilyn Miglin v seriálu The Assassination of Gianni Versace: American Crime Story (FX) - Adina Porter jako Beverly Hope v seriálu American Horror Story: Cult (FX) - Letitia Wright jako Nish ve filmu Černé zrcadlo - Black Museum (Netflix)                          |

### Režie
| Nejlepší režie komediálního seriálu | Nejlepší režie dramatického seriálu |
| --- | --- |
| The Marvelous Mrs. Maisel (díl: „Pilot“), režie Amy Sherman-Palladino(HBO) - Atlanta (díl: „FUBU“), režie Donald Glover (FX) - Atlanta (díl: „Teddy Perkins“), režie Hiro Murai (FX) - Barry (díl: „Chapter One: Make Your Mark“), režie Bill Hader (HBO) - GLOW (díl: „Pilot“), režie Jesse Peretz (HBO) - Silicon Valley (díl: „Initial Coin Offering“), režie Mike Judge (HBO) - Teorie velkého třesku (díl: „The Bow Tie Symmetry“), režie Mark Cendrowski (HBO) | The Crown (díl: „Paterfamilias“), režie Stephen Daldry (Netflix) - Hra o trůny (díl: „Beyond the Wall“), režie Alan Taylor (HBO) - Hra o trůny (díl: „The Dragon and the Wolf“), režie Alan Jeremy Podeswa (HBO) - Ozark (díl: „The Toll“), režie Jason Bateman (Netflix) - Ozark (díl: „Tonight We Improve“), režie Daniel Sackheim (Netflix) - Příběh služebnice (díl: „After“), režie Kari Skogland (Hulu) - Stranger Things (díl: „Chapter Nine: The Gate“), režie The Duffer Brothers (Netflix) |
| Nejlepší režie speciálu | Nejlepší režie minisérie, televizního filmu nebo dramatického speciálu |
| Oscar, režie Glenn Weiss (ABC) - Dave Chappelle: Equanimity, režie Stan Lathan (Netflix) - Jerry Before Seinfeld, režie Michael Bonfiglio (Netflix) - Steve Martin & Martin Short: An Evening You Will Forget For The Rest Of Your Life, režie Marcus Raboy (Netflix) - Super Bowl LII Halftime Show Starring Justin Timberlake, režie Hamish Hamilton (NBC) | The Assassination of Gianni Versace: American Crime Story (díl: „The Man Who Would Be Vogue“), režie Ryan Murphy (FX) - Godless, režie Scott Frank (Netflix) - Jesus Christ Superstar Live in Concert, režie David Leveaux a Alex Rudzinski (NBC) - The Looming Tower (díl: „9/11“), režie Craig Zisk (Hulu) - Paterno, režie Barry Levinson (HBO) - Patrick Melrose, režie Edward Berger (Showtime) - Městečko Twin Peaks - The Return, režie David Lynch (Showtime)                                |

### Scénář
| Nejlepší scénář pro komediální seriál | Nejlepší scénář pro dramatický seriál |
| --- | --- |
| The Marvelous Mrs. Maisel (díl: „Pilot“, scénář Amy Sherman-Palladino (Amazon) - Atlanta (díl: „Alligator Man“), scénář Donald Glover (FX) - Atlanta (díl: „Barbershop“), scénář Stefani Robinson (FX) - Barry (díl: „Chapter One: Make Your Mark“, scénář Alec Berg a Bill Hader (HBO) - Barry (díl: „Chapter Seven: Loud, Fast and Keep Going“, scénář Liz Sarnoff (HBO) - Silicon Valley (díl: „Fifty-One Percent“), scénář Alec Berg (HBO)                                                                                            | Takoví normální Američané (díl: „START“), scénář Joe Weisberg a Joel Fields (FX) - Hra o trůny (díl: „The Dragon and the Wolf“), scénář David Benioff a D. B. Weiss (HBO) - Na mušce (díl: „Nice Face“), scénář Phoebe Waller-Bridge (BBC America) - Příběh služebnice (díl: „June“), scénář Bruce Miller (Hulu) - Stranger Things (díl: „Chapter Nine: The Gate“), scénář The Duffer Brothers (Netflix) - The Crown (díl: „Mystery Man“), scénář Peter Morgan (Netflix) |
| Nejlepší scénář – speciál | Nejlepší scénář pro minisérii, televizní film nebo dramatický speciál |
| John Mulaney: Kid Gorgeous at Radio City, scénář John Mulaney (Netflix) - Full Frontal with Samantha Bee: The Great American* Puerto Rico (*It's Complicated), scénář Samantha Bee, Pat Cassels, Mike Drucker, Eric Drysdale, Mathan Erhardt, Miles Kahn a Nicole Silverberg (TBS) - Michelle Wolf: Nice Lady, scénář Michelle Wolf (HBO) - Patton Oswalt: Annihilation, scénář Patton Oswalt (Netflix) - Steve Martin & Martin Short: An Evening You Will Forget for the Rest of Your Life, scénář Steve Martin a Martin Short (Netflix) | Černé zrcadlo - USS Callister, scénář William Bridges a Charlie Brooker (Netflix) - American Vandal (díl: „Clean Up“), scénář Kevin McManus a Matthew McManus (Netflix) - The Assassination of Gianni Versace: American Crime Story (díl: „House by the Lake"), scénář Tom Rob Smith (FX) - Godless, scénář Scott Frank (Netflix) - Patrick Melrose, scénář David Nicholls (Showtime) - Městečko Twin Peaks - The Return, scénář Mark Frost a David Lynch (Showtime)     |